# .38 Short Colt
.38 Short Colt (.38 SC) / .38 Short Center Fire (.38 SCF) набій зі ступінчастою кулею призначений для заміни капсульних набоїв револьвера Colt 1851 Navy Revolver часів громадянської війни в США. Пізніше, цей набій отримав кулю діаметром 0,358-дюйма (9,1 мм) вагою від 125 до 135 гранів з внутрішньою осалкою.

## Гільза
Візуально набій схожий на набій .38 S&W, але розмір гільзи був дещо іншим. Гільза набою .38 Short Colt є похідною для набоїв .38 Long Colt та .38 Special. Зараз одним з виробників є компанія Remington, яка випускає набій з кулею вагою 125 гр. Magtech випускає кулю такої ж ваги, а Ten-x випускає заряди вагою 95 гр, а також заготовки. Цим набоєм можно безпечно стріляти з револьверів розроблених під набій .38 Special або .357 Magnum. 